# 深海病毒科
深海病毒科（學名：Abyssoviridae）是網巢病毒目的一個科，為具包膜的正單鏈RNA病毒，本科為一單型分類單元，僅包含甲型深海病毒屬（Alphaabyssovirus）一個屬，該屬亦為單型，僅有海兔深海病毒一型（Aplysia abyssovirus 1，AAbV）一種，為感染加州海兔的病毒，由美國國家生物技術資訊中心（NCBI）公開的轉錄組霰彈槍序列組裝(transcriptome shotgun assembly) 與表現序列標籤資料庫中經BLAST比對發現，於2018年發表。

## 命名
深海病毒科的學名得名自英文的"abyss"（意指「深淵」），除了指本科病毒感染的宿主海兔生存於海洋外，還指傳說中居於地下深處的蘇美神祇阿勃祖，亦指此病毒為透過深度定序技術自序列資料庫中發現。

## 病毒學

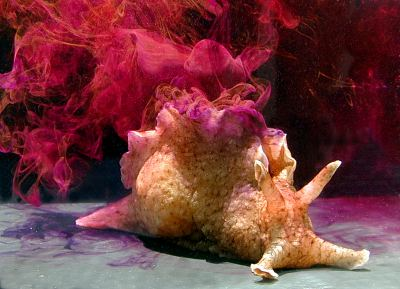
加州海兔

海兔深海病毒一型的基因組長35,913nt，為已知RNA病毒中基因組大小次大者，僅次於同屬網巢病毒目之渦蟲分泌細胞網巢病毒（PSCNV）的41,103nt。AAbV的基因組包含兩個開放閱讀框（ORF），一為典型網巢病毒的ORF1a與ORF1b融合而成，一為其3'端編碼結構蛋白的開放閱讀框ORF2，另外還有長74nt的5'UTR與長964nt的3'UTR。
相較於其他網巢病毒的ORF1a與ORF1b間有一促進-1核糖體移碼的序列，AAbV的ORF1中與ORF1a和ORF1b同源的區域間有一同框的終止密碼子UGA與一促進轉譯連讀的序列，使部分核糖體轉譯至此時發生連讀而繼續轉譯ORF1b的序列，以此調控ORF1b編碼蛋白的表現。